# República Soviética del Mar Negro
La República Soviética del Mar Negro (marzo-mayo de 1918) fue una república absorbida por la RSFS de Rusia, cuyo territorio correspondía a la Gubernia de Chernomore del Imperio ruso. Su capital era Novorossiysk. Fue fusionada con la República Soviética de Kubán para formar a la República Soviética del mar Negro y Kubán.
El 30 de mayo Avram Izráilevich Rubin, jefe del Soviet de Tuapsé, cogía el poder ejecutivo de la nueva entidad, y Yan Vasílievich Poluyán, jefe del Soviet de Yekaterinodar, quedó como presidente del Consejo de comisarios. Los dos soviets ratificaron su unión el 6 de julio de 1918 y el día siguiente, 7 de julio, acordaron unirse a la República Soviética del Norte del Cáucaso para afrontar mejor los alemanes, cosacos antibolcheviques y blancos contrarrevolucionarios. Los cosacos bolcheviques del Mar Negro y los del Kubán quedaron reunidos en una sola comunidad que se denominó Cosacos Bolcheviques del Kubán. La República Soviética del Cáucaso Norte entró en vigencia el 16 de julio de 1918.

## Historia
El 13 de abril de 1918 los bolcheviques controlaron Yekaterinodar y formaron la República Soviética del Mar Negro  bajo el liderazgo de la cabeza bolchevique de la región, Yan Vasílievich Poluyán; los grupos de cosacos bolcheviques del Mar Negro se pusieron al servicio de este gobierno, pero los alemanes avanzaron por el norte del Cáucaso y ayudaron a los cosacos partidarios de Filimónov, jefe militar cosaco de la República Popular de Kubán; estos cosacos formaron alianza con los cosacos del Don que se habían aliado a su vez con el ejército blanco para formar la Unión del sur-Oeste o Unión Don-Cáucaso. Ante esta situación de grave amenaza, los bolcheviques de Yekaterinodar se unieron al Soviet de Tuapsé que había proclamado en marzo la República Soviética del Mar Negro y el 30 de mayo se formó así la República Soviética del mar Negro y Kubán (en ruso: Кубано-Черноморская Советская Республика).
- Datos: Q1949159